# KIR2DL1
KIR2DL1 (англ. Killer cell immunoglobulin-like receptor 2DL1; CD158a) — мембранный белок семейства иммуноглобулино-подобных рецепторов, представленных на естественных киллерах. Продукт гена человека KIR2DL1.

## Функции
KIR2DL1 — мембранный гликопротеин из семейства иммуноглобулино-подобных рецепторов естественных киллеров KIR. Гены этого семейства — полиморфные и высокогомологичные, расположены у человека на участке 19-й хромосомы 19q13.4 в границах 1 Mb лейкоцитарного рецепторного комплекса LRC. Белки KIR кклассифицируются по числу внеклеточных иммуноглобулиновых доменов (2D или 3D) и по длинному (L) либо короткому (S) цитоплазматическому участку. Белки с длинным цитоплазматическим доменом передают ингибирующий сигнал после связывания с лигандом, что опосредовано ингибирующим ITIM-мотивом рецептора, тагда как рецепторы с коротким цитоплазматическим доменом не содержат ITIM-мотив и ассоциированы с белком, связывающим протеинтирозинкиназу TYRO, который перености активирующий сигнал. Лиганды нескольких рецепторов KIR — тяжёлые цепи HLA из некоторых подтипов главного комплекса гистосовместимости класса I МНС-I. Таким образом рецепторы этого семейства играют важную роль в регуляции иммунного ответа. KIR2DL1 является рецептором естественных киллеров к нескольким аллелям HLA-C, включая w4 и w6. При связывании с лигандом KIR2DL1 ингибирует цитотоксическую активность естественных киллеров и, таким образом, предотвращает лизис клетки-мишени.

## Структура
KIR2DL1 включает 348 аминокислот, молекулярная масса — 38,5 кДа. Описано по крайней мере 2 изоформы гликопротеина. Кроме канонической изоформы 1 описана изоформа 2, состоящая из 374 аминокислот (молекулярная масса 41,4 кДа).

## Взаимодействия
KIR2DL1 связывается с HLA-C.